# Hoploplana deanna
Hoploplana deanna is een platworm (Platyhelminthes). De worm is tweeslachtig. De soort leeft in het zoute water.
Het geslacht Hoploplana, waarin de platworm wordt geplaatst, wordt tot de familie Leptoplanidae gerekend. De wetenschappelijke naam van de soort werd voor het eerst geldig gepubliceerd in 1939 door Kato.